# Ribény
Ribény (szlovákul Rybany) község Szlovákiában, a Trencséni kerületben, a Báni járásban.

## Fekvése
Bántól 6 km-re délre, a Bebrava partján, széles lapályon fekszik.

## Története
A község területén a bronzkorban a lausitzi kultúra embere élt.
A mai települést 1323-ban „terra Riblyen” néven említik először. Neve a szláv ryba (= hal) főnévből származik. 1332-ben „Riblen” alakban szerepel a pápai tizedjegyzékben, mely János nevű papját is említi. 1496-ban „Riblen”, 1598-ban „Rybany” néven szerepel a korabeli forrásokban. Részben az esztergomi érsekség, részben a Ribánszky család birtoka. 1598-ban 64 ház állt a faluban. 1720-ban 21 adózója volt. 1784-ben 83 házában 128 családban 709 lakos élt.
A 18. század végén Vályi András így ír róla: „RIBIN. Trentsén Várm., földes Ura az Esztergomi Érsekség.”
1828-ban 84 háza és 761 lakosa volt, akik főként mezőgazdasággal foglalkoztak, később az érsekség birtokain dolgoztak. A 19. században területén fűrészmalom működött.
Fényes Elek 1851-ben kiadott geográfiai szótárában így ír a faluról: „Ribény, tót falu, Trencsén, most Nyitra vmegyében, a Trencsénbe vivő országutban, Nyitra Zsámbokréthez egy órányira: 818 kath. lak. Van egy kath. paroch. temploma, derék vendégfogadója. Határa meglehetős termékenységű; rétjei patakja mentében jók. F. u. az esztergomi érsek.”
Egykor szeszfőzdéje is volt. A trianoni diktátumig Trencsén vármegye Báni járásához tartozott.

## Népessége
| Év:            | 1994. | 2004.   | 2014.   | 2024.   |
| -------------- | ----- | ------- | ------- | ------- |
| Emberek száma: | 1495  | 1487    | 1446    | 1489    |
| Eltérés:       |       | -0,53 % | -2,75 % | +2,97 % |

| Év:            | 2023. | 2024.   |
| -------------- | ----- | ------- |
| Emberek száma: | 1517  | 1489    |
| Eltérés:       |       | -1,84 % |

1910-ben 1230, túlnyomórészt szlovák anyanyelvű lakosa volt.
2001-ben 1479 lakosából 1448 szlovák volt.
2011-ben 1455 lakosából 1405 szlovák volt.
| Lakosok száma | 1468 | 1517 | 1489 |
|               | 2017 | 2021 | 2024 |

## Neves személyek
- Itt született 1950-ben Marián Masný Európa-bajnok csehszlovák válogatott szlovák labdarúgó, csatár. Az 1980-81-es csehszlovák bajnoki idény gólkirálya.

## Nevezetességei

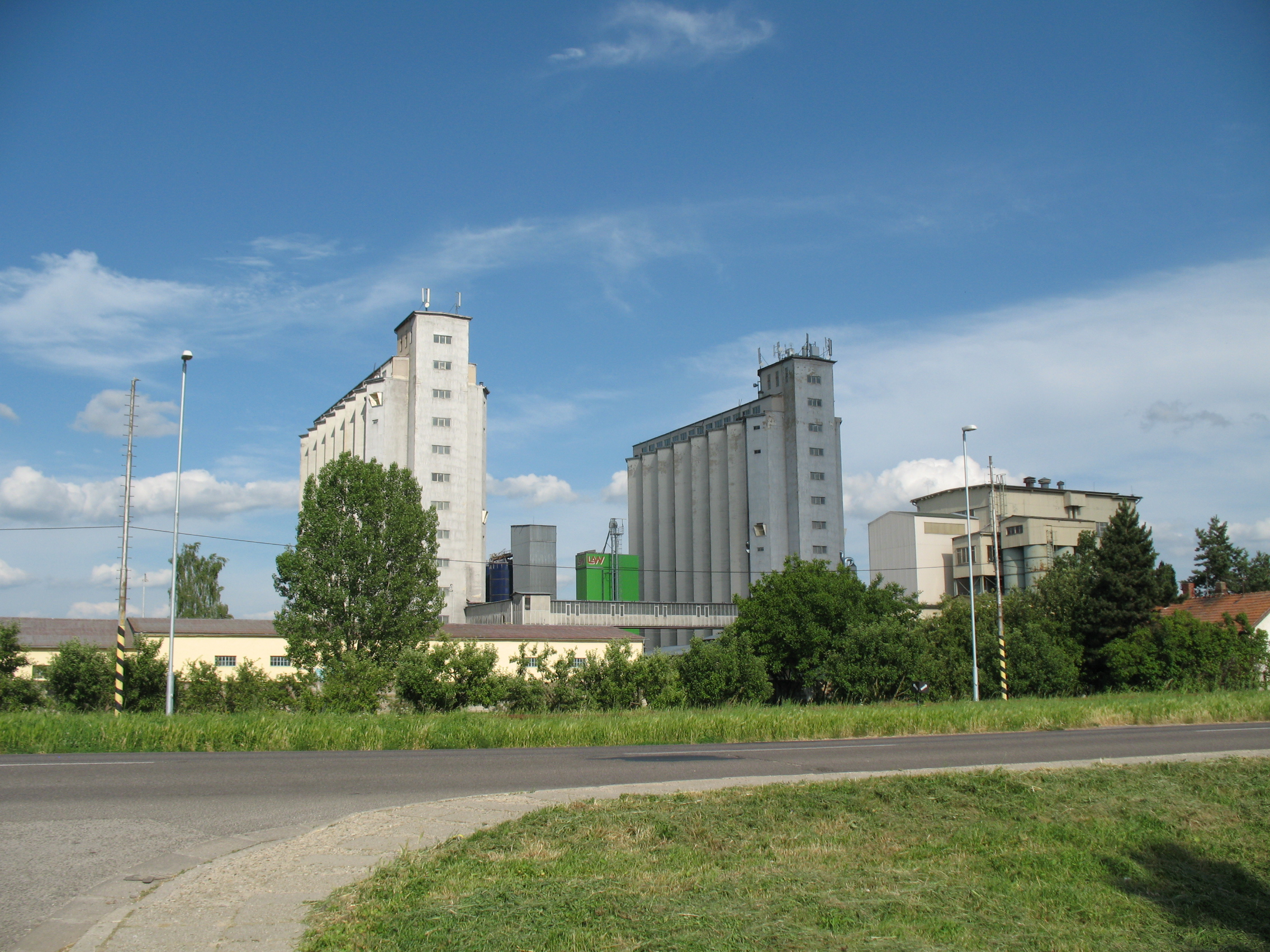
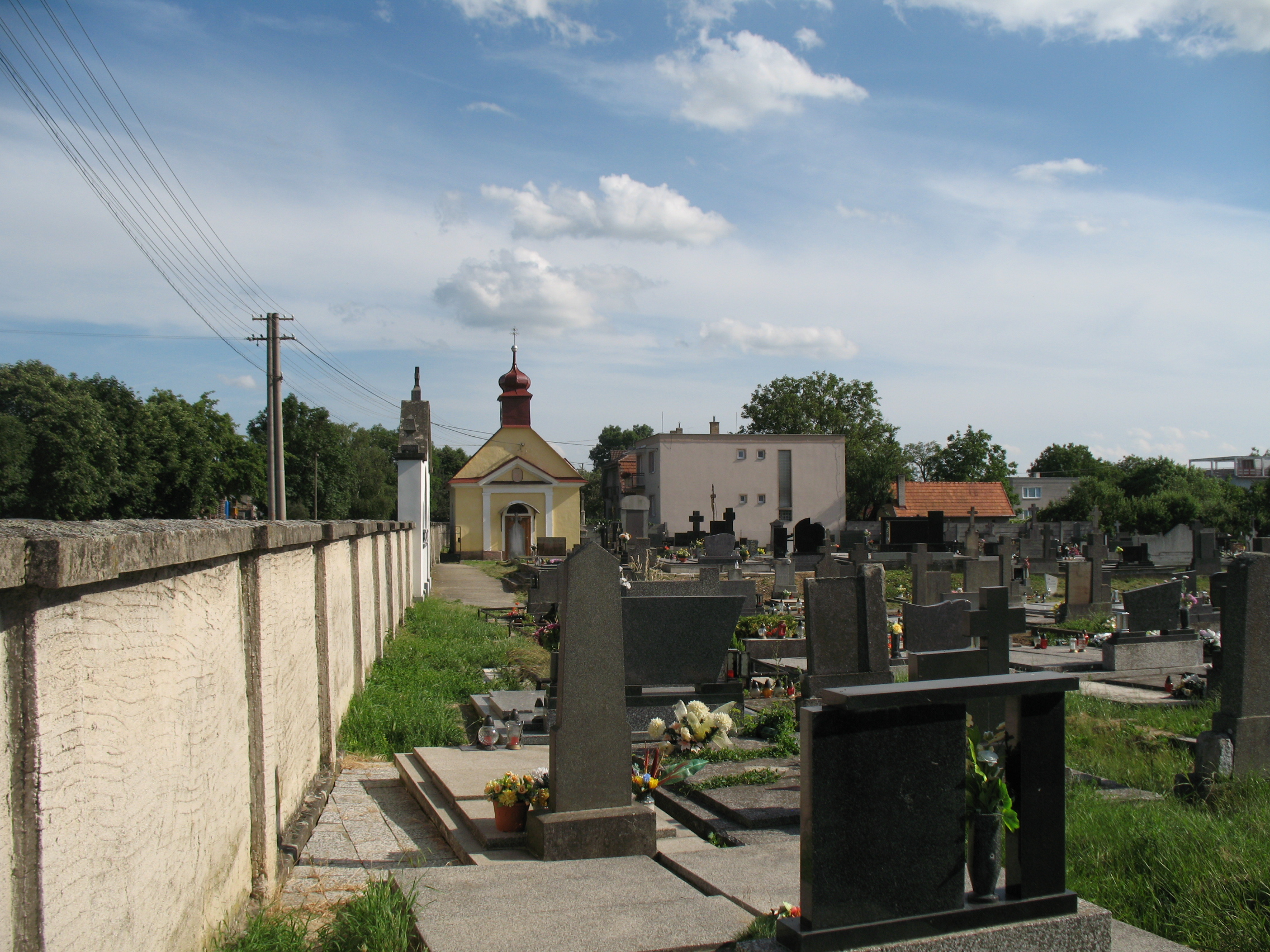

- A Mindenszentek tiszteletére szentelt római katolikus temploma a 14. század elején épült gótikus stílusban, később reneszánsz stílusban építették át. A 20. században új hajóval bővítették. Harangját 1519-ben öntötték.
- Temetőkápolnája a 18. században épült.
- Nepomuki Szent János szobra 1786-ban, a templom mögötti kereszt 1787-ben készült.
- Iskolaépülete 1857-ben épült.

## Külső hivatkozások
- Hivatalos oldal
- Községinfó
- E-obce.sk Archiválva 2008. március 25-i dátummal a Wayback Machine-ben
- Ribény Szlovákia térképén